# Unterseeboot U-61 (1916)
Pour les autres navires du même nom, voir Unterseeboot 61.
L'Unterseeboot U-61 est un sous-marin allemand de type U 57 qui opéra au large des îles britanniques et attaquer la navigation côtière pendant la Première Guerre mondiale.
Au cours de sa carrière de quinze mois couvrant neuf patrouilles de guerre, l'U-61 a fait beaucoup de dommages aux navires alliés dans l’océan Atlantique pendant la guerre allemande contre le commerce (Handelskrieg). Il a coulé 33 navires alliés, pour un total de 84564 tonneaux de jauge brute. Il a également endommagé six navires marchands de 21054 tonneaux de jauge brute, deux navires de guerre auxiliaires de 3424 tonneaux de jauge brute et un navire de guerre de 1020 tonneaux (le destroyer USS Cassin de l’United States Navy avant de fuir le combat). Il a disparu quelque temps après le 23 mars 1918.

## Affectations
- IIe flottille : du 15 février 1917 au 26 mars 1918.

## Commandants
- Kapitänleutnant Victor Dieckmann[2] : du 2 décembre 1916 au 26 mars 1918.

## Navires coulés
| Date              | Nom                 | Nationalité      | Tonnage | Destin.   |
| ----------------- | ------------------- | ---------------- | ------- | --------- |
| 2 mars 1917       | 'Edvard Grieg       | Norvège          | 989     | Coulé     |
| 3 mars 1917       | Rosborg             | Danemark         | 1877    | Coulé     |
| 9 mars 1917       | Spartan             | Norvège          | 2287    | Coulé     |
| 10 mars 1917      | Angola              | Portugal         | 4297    | Coulé     |
| 13 mars 1917      | Luciline            | Royaume-Uni      | 3765    | Endommagé |
| 13 mars 1917      | Northwaite          | Royaume-Uni      | 3626    | Coulé     |
| 13 mars 1917      | HMS Warner          | Royal Navy       | 1273    | Coulé     |
| 17 avril 1917     | Aburi               | Royaume-Uni      | 3730    | Coulé     |
| 18 avril 1917     | SS Castilian        | Royaume-Uni      | 1923    | Coulé     |
| 21 avril 1917     | Skjold              | Norvège          | 1592    | Coulé     |
| 21 avril 1917     | SS Telena           | Royaume-Uni      | 4778    | Coulé     |
| 23 avril 1917     | Calluna             | Danemark         | 1405    | Coulé     |
| 23 avril 1917     | Lena                | Royaume-Uni      | 2463    | Coulé     |
| 24 avril 1917     | Metropolis          | Norvège          | 1811    | Coulé     |
| 24 avril 1917     | Thirlby             | Royaume-Uni      | 2009    | Endommagé |
| 30 avril 1917     | Jarstein            | Norvège          | 198     | Coulé     |
| 9 juin 1917       | Ada                 | Suède            | 2370    | Coulé     |
| 9 juin 1917       | Dana                | Danemark         | 1590    | Coulé     |
| 10 juin 1917      | Betty               | Empire russe     | 2683    | Coulé     |
| 10 juin 1917      | Ribera              | Royaume-Uni      | 3511    | Coulé     |
| 14 juin 1917      | Widwud              | Empire russe     | 299     | Endommagé |
| 16 juin 1917      | Fallodon            | Royaume-Uni      | 3012    | Endommagé |
| 17 juin 1917      | Raloo               | Royaume-Uni      | 1012    | Coulé     |
| 19 juin 1917      | Batoum              | Royaume-Uni      | 4054    | Coulé     |
| 20 juin 1917      | Nitonian            | Royaume-Uni      | 6381    | Endommagé |
| 28 juillet 1917   | Comanchee           | Royaume-Uni      | 5588    | Endommagé |
| 2 août 1917       | Libia               | France           | 2416    | Coulé     |
| 4 août 1917       | Countess Of Mar     | Royaume-Uni      | 2234    | Coulé     |
| 5 août 1917       | Sauternes           | France           | 902     | Coulé     |
| 5 août 1917       | Campo Libre         | Espagne          | 50      | Coulé     |
| 6 août 1917       | Campana             | États-Unis       | 3675    | Coulé     |
| 6 août 1917       | Jeanne et Geneviève | Marine nationale | 695     | Endommagé |
| 7 août 1917       | Trento              | Italie           | 3276    | Coulé     |
| 29 septembre 1917 | Elmsgarth           | Royaume-Uni      | 3503    | Coulé     |
| 11 octobre 1917   | Rhodesia            | Royaume-Uni      | 4313    | Coulé     |
| 16 octobre 1917   | USS Cassin          | US Navy          | 1020    | Endommagé |
| 27 décembre 1917  | USS Santee          | US Navy          | 2729    | Endommagé |
| 3 janvier 1918    | Birchwood           | Royaume-Uni      | 2756    | Coulé     |
| 5 janvier 1918    | Rose Marie          | Royaume-Uni      | 2220    | Coulé     |
| 6 janvier 1918    | Halberdier          | Royaume-Uni      | 1049    | Coulé     |
| 6 janvier 1918    | Spenser             | Royaume-Uni      | 4186    | Coulé     |
| 23 mars 1918      | Etonian             | Royaume-Uni      | 6515    | Coulé     |